# Lorne Atkinson
Lorne Charles Atkinson (8 juin 1921 – 23 avril 2010) est un coureur cycliste canadien. Il participe à quatre épreuves aux jeux olympiques de 1948.